# Monopolo magnético
Na física, um monopolo magnético é uma partícula elementar hipotética que se comportaria como um ímã de um único polo.  Em termos gerais, o monopolo magnético teria carga magnética. O interesse moderno se deve à física de altas energias, principalmente à teoria da grande unificação e à teoria das supercordas, que predizem sua existência.
O magnetismo nas barras magnéticas e eletromagnéticas não é causado por monopolos magnéticos e, de fato, não existe nenhuma evidência experimental ou observacional conhecida que pólos magnéticos existam. 
Alguns sistemas de matérias condensadas contém quasipartículas eficazes (não isoladas) de monopolo magnético, ou contêm fenômenos que são matematicamente análogos aos monopolos magnéticos.

## História
O monopolo magnético foi primeiramente conjecturado por Pierre Curie em 1894, mas a teoria quântica de uma carga magnética começou em 1931 com um artigo de Paul Dirac. Neste trabalho, Dirac mostrou que a existência de monopolos magnéticos é consistente com as equações de Maxwell somente se as cargas elétricas forem quantizadas, o que é observado. Desde então, diversas buscas foram realizadas.
Experimentos realizados em 1975 e 1982 produziram resultados inicialmente interpretados como evidências da existência de monopolos, mas hoje vistos como inconclusivos.